# 安堂寺町 (大阪市)
安堂寺町（あんどうじまち）は、大阪府大阪市中央区の町名。現行行政地名は安堂寺町一丁目および安堂寺町二丁目。

## 地理
大阪市中央区の南部に位置する。北は神崎町・十二軒町・谷町5丁目・龍造寺町、西は松屋町住吉・松屋町、東は上町筋を挟んで上町、南は長堀通を挟んで谷町6丁目および上本町西1丁目にそれぞれ接する。南北に細長い町域を持つ谷町を途中で分断する町でもある。
明治から昭和にかけての文豪・直木三十五の出身地としても知られ、文学碑が建てられている。

## 歴史
現行町名と旧町名で場所が異なる。

### 現行町名
- 1872年（明治5年） 南大組山家屋町（やまかやちょう）、桜町、坂田町、内安堂寺町、播磨町、尾張坂町、丹波屋町の北東部を統合して内安堂寺町通1 - 3丁目に改編。
- 1879年（明治12年） 南大組が南区となる。
- 1943年（昭和18年） 1丁目の上町筋以東（もと山家屋町）が東区へ転属。
- 1979年（昭和54年） 東区内安堂寺町通1丁目（もと山家屋町）が上町1丁目の一部となり消滅。
- 1982年（昭和57年） 安堂寺町1 - 2丁目の現行町名に改編。

### 旧町名
- 1872年（明治5年） 南大組安堂寺町1 - 5丁目（2丁目は上半・下半に分かれる）、北勘四郎町を統合して安堂寺橋通1 - 4丁目に改編。
- 1879年（明治12年） 南大組が南区となる。
- 1982年（昭和57年） 南船場1 - 4丁目の現行町名に改編。

### 町名の由来
『日本書紀』に記述されている安曇寺が転訛し、安堂寺と呼ばれるようになったとする説があるが、定かではない。阿曇氏の拠点が上町台地側にあったとも推定される。
『風土記』『播磨国風土記』に伝わる古代日本の豪族の阿曇百足は、摂津国西成郡の難波の浦に住んでいた。後に彼の一族である安曇氏が氏寺とした「阿曇寺」が、大阪市中央区安堂寺町にあったと考えられている。

## 世帯数と人口
2019年（平成31年）3月31日現在の世帯数と人口は以下の通りである。
| 丁目           | 世帯数    | 人口    |
| -------------- | --------- | ------- |
| 安堂寺町一丁目 | 357世帯   | 595人   |
| 安堂寺町二丁目 | 1,423世帯 | 2,290人 |
| 計             | 1,780世帯 | 2,885人 |

### 人口の変遷
国勢調査による人口の推移。
| 1995年（平成7年）  | 1,018人 | [ 6 ]  |  |
| 2000年（平成12年） | 1,259人 | [ 7 ]  |  |
| 2005年（平成17年） | 1,559人 | [ 8 ]  |  |
| 2010年（平成22年） | 2,199人 | [ 9 ]  |  |
| 2015年（平成27年） | 2,761人 | [ 10 ] |  |

### 世帯数の変遷
国勢調査による世帯数の推移。
| 1995年（平成7年）  | 474世帯   | [ 6 ]  |  |
| 2000年（平成12年） | 663世帯   | [ 7 ]  |  |
| 2005年（平成17年） | 895世帯   | [ 8 ]  |  |
| 2010年（平成22年） | 1,353世帯 | [ 9 ]  |  |
| 2015年（平成27年） | 1,640世帯 | [ 10 ] |  |

## 事業所
2016年（平成28年）現在の経済センサス調査による事業所数と従業員数は以下の通りである。
| 丁目           | 事業所数  | 従業員数 |
| -------------- | --------- | -------- |
| 安堂寺町一丁目 | 82事業所  | 622人    |
| 安堂寺町二丁目 | 145事業所 | 848人    |
| 計             | 227事業所 | 1,470人  |

## 施設
- 榎木大明神 - エノキさんの別称で知られる。
- 直木三十五文学碑
- 安堂寺橋 - 西側に隣接する松屋町と南船場を結ぶ。

かつて存在した施設
- Cominix 旧本社

## 交通

### 鉄道
- 谷町六丁目駅 Osaka Metro 谷町線・長堀鶴見緑地線
- 松屋町駅 Osaka Metro長堀鶴見緑地線

### 道路
高速道路
- 阪神高速1号環状線 高津入口

国道
- 国道308号（長堀通）

主要地方道
- 大阪府道30号大阪和泉泉南線（谷町筋）
- 上町筋

## 出身者
- 植村清二 - 東洋史学者
- 直木三十五 - 小説家
- 蘭英斎芦国 - 浮世絵師
- 長谷川貞信 - 浮世絵師
- 桂萬光 (2代目) - 落語家
- 阿曇刀 - 奈良時代の貴族

## その他

### 日本郵便
- 〒542-0061[3]（集配局：大阪南郵便局[12]）